# Gilbert Hunt
Gilbert Agnew Hunt, Jr. (4 de março de 1916 – 30 de maio de 2008) foi um matemático e tenista amador estadunidense.
Foi professor de matemática da Universidade de Princeton, especialista em teoria das probabilidades, cadeias de Markov e teoria do potencial.
Foi palestrante convidado do Congresso Internacional de Matemáticos em Estocolmo (1962 - Transformation of Markov processes).
O processo de Hunt é denominado em sua memória.